# Nasibù Zemanuel
Il deggiasmac Zemanuel Nasibù, (amarico: ነሲቡ ዘአማኑኤል, traslitterato Näsibù Zāmāni̯ēl´ o Zāmānuēl´) noto anche come Nasibù Zemanuel (1893 – Davos, 16 ottobre 1936), è stato un militare, politico e diplomatico etiope.

## Biografia
Ai tempi dell'Impero d'Etiopia, Nasibù Zemanuel, frequentò l'istituto scolastico Menelik II (cioè la Ecole Imperiale Menelik II), dove ricevette un'educazione di stile occidentale ed imparò il francese. Quando nel 1918 fu nominato console nella città di Asmara, imparò anche l'italiano. Nel 1922 divenne sindaco di Addis Abeba. Essendo a capo del movimento politico dei "Giovani Etiopi", fece grandi riforme nell'ambito dell'amministrazione comunale, della polizia e dei servizi.
Nel 1930 l'imperatore Hailé Selassié I d'Etiopia, gli conferì la carica di Direttore del Ministero della Guerra.
Da molte persone non veniva considerato come un vero e proprio etiope, perché vestiva all'occidentale, parlava sia il francese che l'italiano, ed era stato educato anche nella scuola di una missione cattolica.
Nel 1931 Nasibù Zemanuel divenne Degiasmacc (o degiac), e scium della Provincia di Guraghé e di Soddo. Nel 1932 divenne scium anche della Provincia di Bale.
Partecipò poi ai combattimenti sul fronte meridionale durante la seconda guerra italo-etiope. Dopo la morte del grasmac Afawarq Walda Samayat, Nasibù fu messo a comando delle forze armate etiopi, sempre sul fronte meridionale. Inizialmente il quartier-generale di Nasibù era a Dagabur, ma poi fu spostato a Giggiga. Più specificamente, Nasibù dovette comandare le forze armate etiopi contro il generale italiano Rodolfo Graziani, durante la battaglia dell'Ogaden.
Quando Graziani iniziò ad usare il gas iprite su larga scala, per sconfiggere i soldati di Nasibù, egli si infuriò a tal punto che disse:
Nel maggio del 1936 Nasibù andò in esilio con l'Imperatore e la Corte Imperiale.
Divenne, per un breve periodo di tempo, rappresentante etiope nella Lega delle Nazioni a Ginevra. Consegnò due bozze di risoluzione al segretario generale della Lega delle Nazioni.
Non poté continuare la sua carriera nella Lega delle Nazioni per ragioni di salute e morì a Davos nel 1936 a causa degli effetti del gas iprite.